# 嘉樂福觀光夜市
23°28′18″N 120°25′55″E / 23.4717756°N 120.4318123°E
嘉樂福觀光夜市位於中華民國嘉義市西區，地址是嘉義市西區博愛路二段467號，夜市的面積共6,000坪，攤位有300多攤。夜市有台灣當地小吃以及各類生活用品。
開放時間為18:00至凌晨00:30，每週一公休。鄰近家樂福商場，夜市內還有棒球打擊場（大魯閣棒壘球打擊場），為全國唯一擁有打擊練習場的夜市，夜市前之公車候車亭與公車站牌(嘉樂福觀光夜市站/家樂福站/嘉義縣農會站)有多線公車停靠，而停車位包含家樂福商場內的停車位在內，共有約1500個停車位。

## 知名小吃
- 蒙古烤肉
- 石頭火鍋
- 碳烤
- 豆花
- 泰式奶茶
- 冰淇淋粉圓

## 公車資訊

### 公車資訊
嘉義市公車
| 路線       | 業者     | 行先              | 停靠站         |
| ---------- | -------- | ----------------- | -------------- |
| 光林我嘉線 | 國光客運 | 港坪運動公園—蘭潭 | 嘉樂福觀光夜市 |

公路客運
| 編號 | 經營業者             | 乘車站名       | 行先             | 備註 |
| ---- | -------------------- | -------------- | ---------------- | ---- |
| 7205 | 嘉義客運             | 家樂福         | 嘉義－朴子       |      |
| 7206 | 嘉義客運             | 家樂福         | 嘉義－塭港       |      |
| 7209 | 嘉義客運             | 家樂福         | 嘉義－布袋       |      |
| 7324 | 嘉義縣公共汽車管理處 | 嘉樂福觀光夜市 | 嘉義－水上－朴子 |      |
| 7327 | 嘉義縣公共汽車管理處 | 嘉樂福觀光夜市 | 嘉義－布袋       |      |

## 鄰近景點
- 家樂福嘉義店
- 興嘉公園
- 番仔溝公園
- 友忠公園

## 外部連結
- 嘉樂福夜市 行人橫跨安全島 入口亂象多
- 嘉義市夜市攤商穿圍兜 顧客有FU（页面存档备份，存于）